# Alfred Figaszewski
Alfred Jan Figaszewski (ur. 8 listopada 1924 w Warszawie, zm. 13 kwietnia 2020 w Miechowicach) – duchowny Kościoła Ewangelicko-Augsburskiego w RP, wieloletni proboszcz Parafii Ewangelicko-Augsburskiej w Gliwicach.

## Życiorys

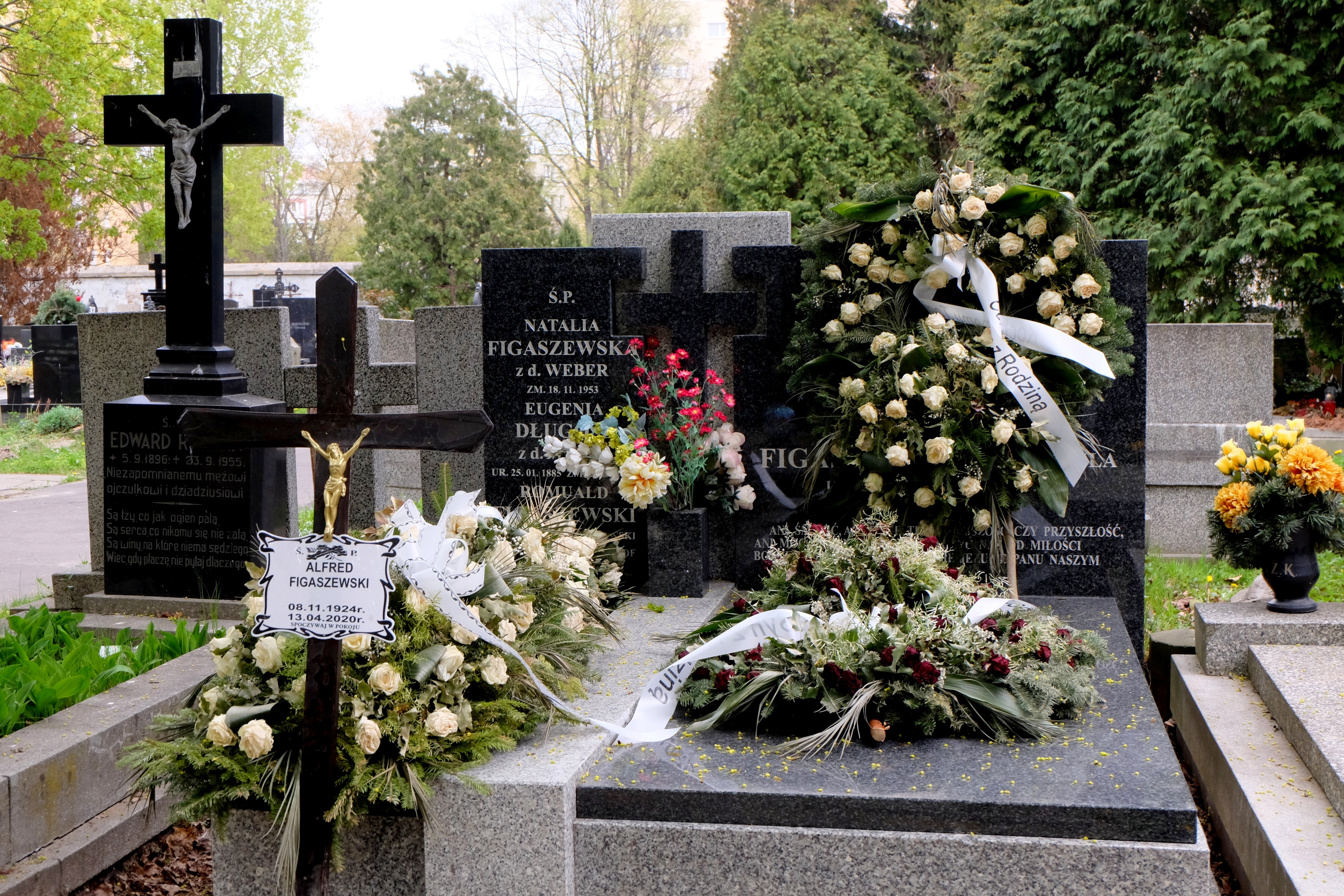
Grób ks. Alfreda Jana Figaszewskiego na cmentarzu ewangelicko-augsburskim przy ul. Młynarskiej w Warszawie

Alfred Figaszewski urodził się w Warszawie 8 listopada 1924 roku w rodzinie pastora Alfreda Hugona Figaszewskiego i Marii z Chałasińskich. W 1931 roku rozpoczął naukę w szkole parafialnej w Katowicach. Od 1939 roku uczęszczał do ewangelickiego Gimnazjum im. Mikołaja Reja w Warszawie. Lata okupacji spędził w podwarszawskiej Radości, mieszkając u dziadków wraz z siostrą Alicją i matką. W okresie wojny w latach 1940–1944 pobierał nauki na tajnych kompletach, zdając w 1944 roku egzamin dojrzałości. 
W roku 1944 został powołany do Wojska Polskiego i skierowany do szkoły podoficerskiej we Włodawie. Po odbyciu szkolenia został wysłany na front i walczył podczas Operacji Berlińskiej. Za swoje zasługi w walkach nad Łabą został odznaczony Krzyżem Walecznych.
Po wojnie porzucił karierę wojskową i od 1945 roku studiował na Wydziale Teologii Ewangelickiej Uniwersytetu Warszawskiego. Studia ukończył w 1951 roku. 20 stycznia 1952 roku został ordynowany w Warszawie przez biskupa Karola Kotulę na księdza ewangelickiego. Ze względu na zniszczenia wojenne, jakim uległ kościół Świętej Trójcy, ordynacja miała miejsce w kościele ewangelicko-reformowanym na Lesznie. Swoją pracę duszpasterską rozpoczął na Mazurach w Kętrzynie. Następnie od 1 lipca 1952 do przejścia na emeryturę w 1992 roku był proboszczem w Parafii Ewangelicko-Augsburskiej w Gliwicach. 
12 lutego 2001 mianowany na pierwszy stopień oficerski podporucznika. 8 listopada 2012 roku obchodził jubileusz 60-lecia ordynacji. Na uroczystościach zjawili się m.in. zwierzchnik Kościoła Ewangelicko-Augsburskiego w RP bp Jerzy Samiec i zwierzchnik diecezji katowickiej bp Tadeusz Szurman.
Zmarł 13 kwietnia 2020 w ewangelickim domu opieki „Ostoja Pokoju” w Bytomiu-Miechowicach. Został pochowany 17 kwietnia 2020 w grobie rodzinnym na cmentarzu ewangelicko-augsburskim w Warszawie (sektor Al34-1-3).